# 植竹龍三郎

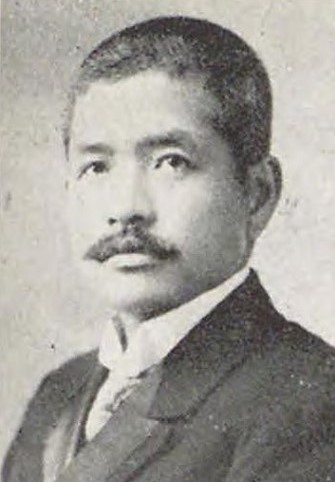
植竹龍三郎

植竹 龍三郎（うえたけ りゅうざぶろう、1880年〈明治13年〉8月15日 - 1942年〈昭和17年〉7月20日）は、日本の実業家、政治家、僧侶（僧名は龍山）。衆議院議員（栃木県第1区選出、立憲政友会）

## 経歴
栃木県那須郡川西町（現・大田原市）に生まれた。先代植竹三右衛門の二男、植竹三右衛門の弟。1901年、高等商業学校（現・一橋大学）を卒業。1903年、あるいは1911年、分かれて一家を創立した。朝鮮清津港において対支露貿易業を営み、同地日本人会議長、並びに商業会議所会頭に挙げられた。
1920年の第14回衆議院議員総選挙に栃木県第1区（宇都宮市）から立候補して当選。同年12月の第44回帝国議会では最初に登院したと当時の新聞記事にある。しかし、1924年の第15回衆議院議員総選挙では憲政会系の斎藤太兵衛（無所属）の前に落選した。
栃木県選出衆議院議員として横田千之助と共に国事に益し、電気、鉄道、鉱業、畜産等各種事業会社社長だったが、法華経の信者に転じ、政治家並びに実業界より身を退き僧籍に入り、旧名・龍三郎を龍山と改めた。
帝国商業、朝鮮炭鉱、塩原電車、日光登山鉄道、宇都宮信託、下野電力興業、西澤金山、中宮祠電力各社長、海馬島漁業拓殖、植竹商業各取締役、朝鮮清津商業会議所会頭などをつとめた。

## 人物
宗教は日蓮宗。住所は栃木県宇都宮市塙田町、那須郡川西町、東京市杉並区高円寺町。東京府在籍。

## 家族・親族
植竹家
- 父・三右衛門（1854年 - 1933年、栃木県多額納税者、味噌醤油醸造業、栃木県農工銀行頭取、貴族院議員）[5]
- 兄・三右衛門（1877年 - ?、前名・熊次郎、栃木県多額納税者、東野鉄道、下野木材、帝國造林各社長、川西町長）[3][5]
- 弟・喜四郎（1884年 - 1963年、歌人、植竹書院創業者）
- 妻・スエ（1892年[3][8]、あるいは1893年[5] - ?、福井、右近権左衛門の妹）[3][5]
- 長女・勝（1913年 - ?、厚生省体育官加藤橘夫の妻）[8]
- 二女（1914年 - ?）[5]
- 長男・達郎（1916年 - ?、兄・植竹熊次郎の養子[5]、東洋拓殖会社員[8]）
- 男（1919年 - ?）[5]
- 三男（1922年 - ?）[5]
- 四男（1925年 - ）[5][8]

親戚
- 十代目右近権左衛門（日本海上保険社長）
- 十一代目右近権左衛門（福井県多額納税者、海運業、右近商事社長）